# Тейтъм О'Нийл
Тейтъм О'Нийл (на английски: Tatum O'Neal) е американска актриса. 

## Биография
Тейтъм О'Нийл е родена на 5 ноември 1963 година в Лос Анджелис, Калифорния,  в семейството на актьорите Райън О'Нийл и Джоана Мур. Брат й Грифин е роден през 1964 г. През 1967 г. родителите й се развеждат  и баща й бързо се жени за актрисата Лий Тейлър-Йънг, от този брак Тейтъм има полубрата атрик. Двамата се развеждат през 1973 г. Тейтъм има още един полубрат Редмънд от връзката на Райън О'Нийл с актрисата Фара Фосет. Майката на О'Нийл почива от рак на белия дроб на 63-годишна възраст. Нейното потекло по бащина линия е ирландско, английско и ашкенази евреи. 

### Кариера
Тейтъм О'Нийл е най-младия носител на награда Оскар, като печели на 10 години за изпълнението си като Ади Логинс в „Хартиена луна“ (1973), където партнира на баща си Райън О'Нийл. Тя също играе ролята на Аманда Уърлицър в „Непоносими мечки“ (1976), последвана от „Никелодеон“ (1976). По-късно Тейтъм О'Нийл се появява в роли в телевизията като гост в „Сексът и градът“, „Осем прости правила“ и „Закон и ред:Престъпни намерения“. От 2006 до 2007 г. тя изобразява Блайт Хънтър в драматичния сериал на My Network TV, „Нечестиви, нечестиви игри“.

### Личен живот
Едно от първите публични гаджета на Тейтъм О'Нийл е поп звездата Майкъл Джексън с когото тя излизаше в края на 1970-те години. Джаксън описва О'Нийл като първата си любов и в интервю от 2002 г. с Мартин Башир казва, че О'Нийл се е опитала да го съблазни, но е бил ужасен от идеята за секс.  О'Нийл категорично отрече всички твърдения на Джаксън в нейната автобиография от 2004 г.. 
Връзката на О'Нийл с тенисиста Джон Макенроу започва през 1984 г., когато тя се премества в неговия апартамент в Сентрал Парк в Ню Йорк. Те се женят през 1986 г. Имат три деца Кевин, Шон и Емили. Те се разделят през 1992 г. и се развеждат през 1994 г. След развода проблемите с наркотиците на О'Нийл се появяват отново и тя развива пристрастяване към хероина. В резултат на това Макенроу получава попечителството над децата през 1998 г. 
През 2011 г. Тейтъм и баща й започват да възстановяват отношенията си след двадесет и пет години. Тяхното събиране и процес на помирение е заловен в краткотрайната поредица на Опра Уинфри „Мрежата Райън и Тейтъм:О'Нийлс“.  През 2015 г. тя казва, че е започнала да излиза с жени, като същевременно е избрала да не се идентифицира като хомосексуална, бисексуална или хетеросексуална, казвайки: „Аз не съм нито едното, нито другото“. 

## Избрана филмография
| Година | Филм          | Оригинално заглавие | Роля       | Режисьор         |
| ------ | ------------- | ------------------- | ---------- | ---------------- |
| 1973   | Хартиена луна | Paper Moon          | Еди Логинс | Питър Богданович |